# 邊涔
邊涔（1503年—1537年），字文躍，號雲莊，直隸河間府任丘縣人，官籍，明朝政治人物。

## 生平
嘉靖四年（1525年）乙酉科順天鄉試第二十六名舉人，十一年（1532年）中式壬辰科三甲第二百一十三名進士。兵部觀政，授常州府推官。

## 家族
曾祖邊鏞，南京刑部右侍郎；祖父邊寅，主簿 封戶部主事；父邊億，布政司左參政，加俸二級；母解氏（封安人）。妻史氏。兄邊瀛（監生）、邊淞（貢士），弟邊津、邊澤，從弟邊沆（同科進士）、邊洵。子邊植、邊楠。